# Аррибес (география)

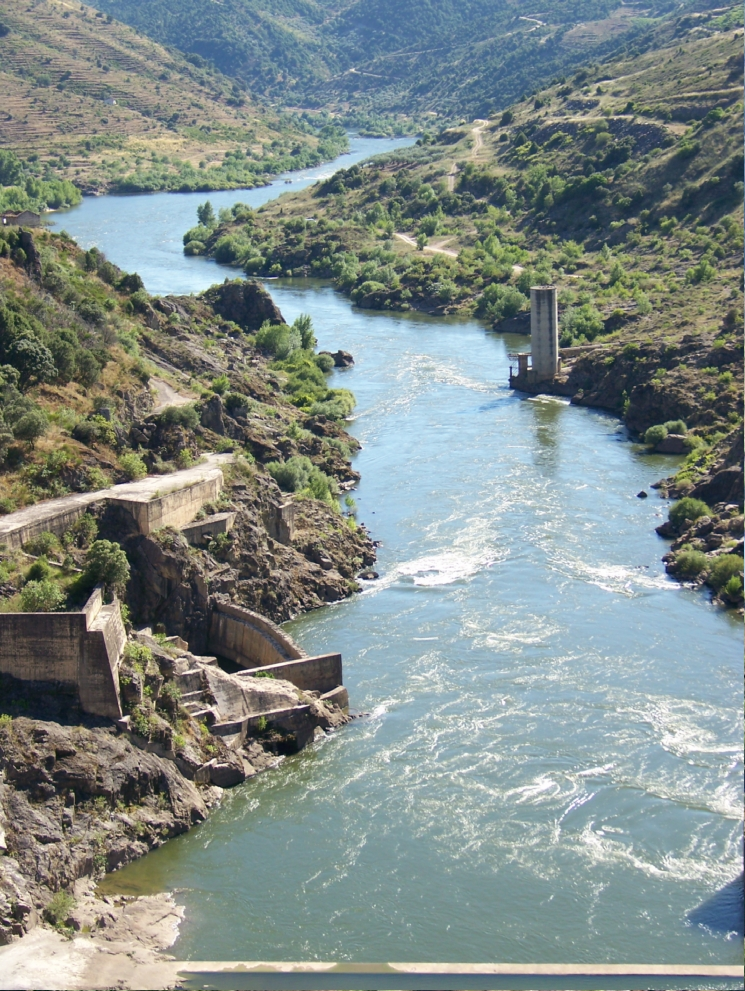
Ущелье Дуэромунсена

Лос-Арри́бес (исп. Los Arribes) — район (комарка) в Испании, входит в провинцию Саламанка в составе автономного сообщества Кастилия и Леон.

## Происхождение название

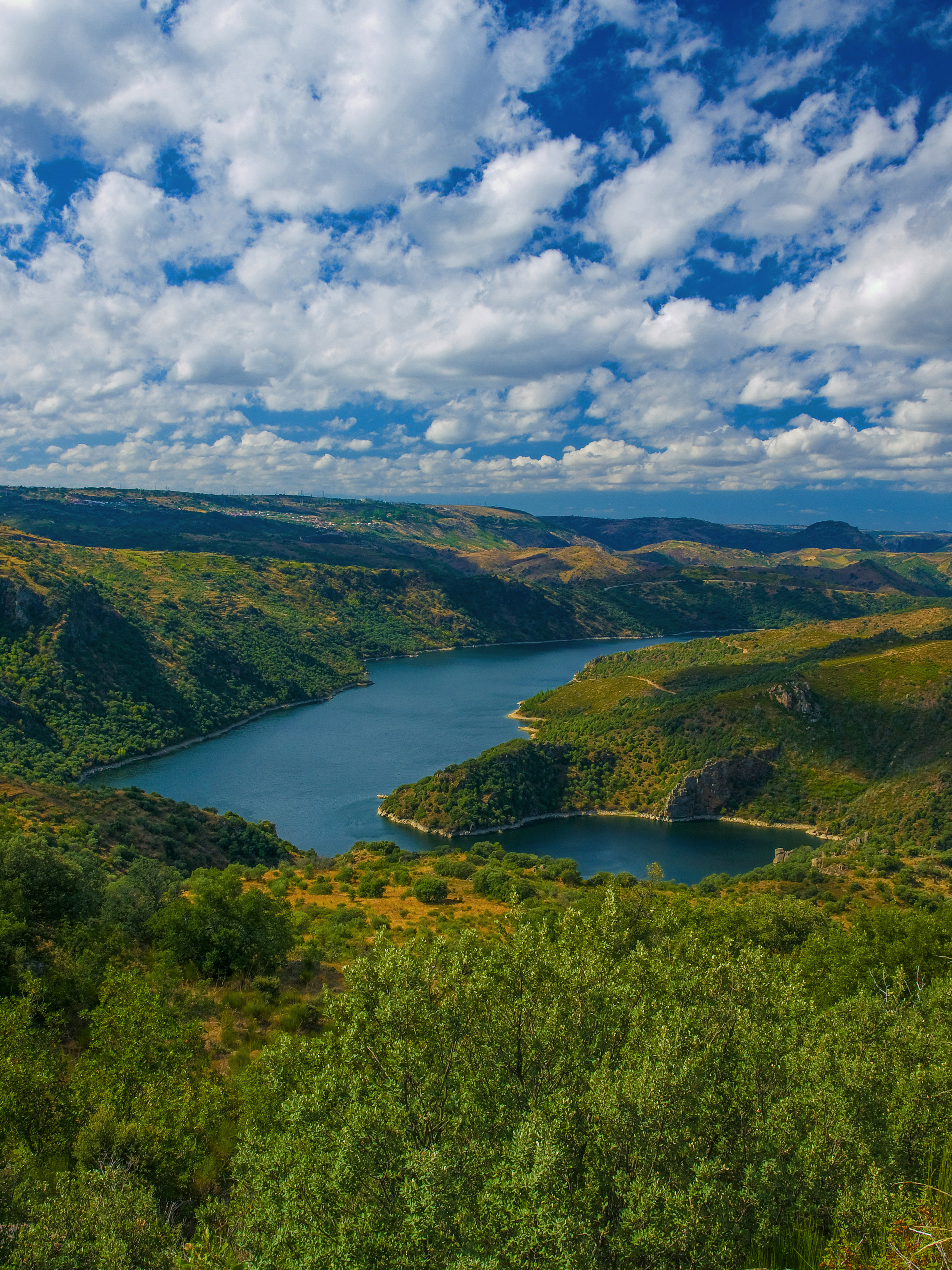
Аррибес на реке Дуэро в районе Фермоселье.

Этот регион имеет несколько названий в разных комарках.
Слово «Аррибес» астурского происхождения, произошло от латинского выражения «ad ripam», которое означает «у берега». Этот термин появляется первый раз в 1885 году.